# Gare de Neufchâtel-Hardelot
Gare de Neufchâtel-Hardelot – przystanek kolejowy w Neufchâtel-Hardelot, w departamencie Pas-de-Calais, w regionie Hauts-de-France, we Francji.
Jest przystankiem kolejowym Société nationale des chemins de fer français (SNCF), obsługiwaną przez pociągi TER Nord-Pas-de-Calais.

## Położenie
Znajduje się na wysokości 49 m n.p.m., na km 239,417 Longueau – Boulogne, pomiędzy stacjami Dannes - Camiers i Hesdigneul.